# Hardin (Illinois)
Hardin – wieś w Stanach Zjednoczonych, w stanie Illinois, w hrabstwie Calhoun.